# John L. Lewis (Politiker, 1807)
John Langford Lewis (* 1807 in Georgia; † 8. Mai 1871) war ein US-amerikanischer Politiker.

## Leben
Lewis wuchs in Georgia auf. Er praktizierte als Rechtsanwalt und war sehr aktiv am politischen Leben von Muscogee County, besonders der Stadt Columbus, beteiligt. Er gehörte dem Stadtrat von Columbus an und fungierte als Bürgermeister der Stadt. Des Weiteren wurde er Staatsanwalt (Solicitor General) von Muscogee County. Im Zuge eines aufsehenerregenden Bankraubes 1842 wurden Vorwürfe laut, Lewis hätte gegen Bezahlung den angeklagten Bankräubern bei der Flucht geholfen. Lewis verließ daraufhin den Bundesstaat ohne sich den Vorwürfen zu stellen. Später nahm er am Mexikanisch-Amerikanischen Krieg teil.
Im Anschluss ließ er sich in Minden, Louisiana nieder. Als Rechtsanwalt praktizierte er sein restliches Leben nicht mehr. Obgleich er in den 1850er Jahren kein politisches Amt anstrebte, wurde er zu einer der führenden politischen Personen in der Demokratischen Partei in der Region sowie des Bundesstaates. In den Jahren 1856 und 1860 fungierte er jeweils als Delegierter auf der Democratic National Convention. Dort trat Lewis als entschiedener Gegner der Sezession in Erscheinung. Im Januar 1861 war er einer der Delegierten für Claiborne Parish bei der Louisiana Secession Convention in Baton Rouge. Dort wurde er in das Komitee gewählt, welches die Louisiana Declaration of Secession anfertigen sollte.
Nach der Bildung der Konföderierten Staaten (CSA) trat er im Zuge des Sezessionskrieges am 24. April 1861 in den Militärdienst ein und kommandierte die Minden Blues. Mit seiner Einheit ging er nach Virginia, schloss sich dort der Army of Northeastern Virginia an und nahm an der Ersten Schlacht am Bull Run teil. Im Herbst 1861 kandidierte er für einen Sitz im Kongress der Konföderierten Staaten. Als sich sein Wahlsieg abzeichnete, legte er sein Kommando nieder und reiste mit einer seiner Töchter nach Richmond. Dort erfuhr er, dass er jedoch Henry Marshall mit einem Abstand von nur 200 Stimmen unterlegen war. Er kehrte nun nach Minden zurück. Im Dezember 1861 trat er aus dem Militärdienst aus. Wieder in Minden bekleidete er während des weiteren Verlaufs des Sezessionskrieges das Amt des Bürgermeisters. Des Weiteren erhielt er den Rang eines Colonels und wurde mit der Aufgabe betraut, die Rekrutierung der home guards im nordwestlichen Louisiana zu beaufsichtigen.
Nach dem Ende des Krieges trat er in die Republikanische Partei ein und setzte sich für die Umsetzung der Reconstruction ein. Dies brachte ihm einigen politischen Einfluss in Claiborne Parish. 1868 wurde er zum Richter von Claiborne Parish ernannt. Daneben setzte er sich für die Gründung von Webster Parish ein, welches schließlich 1871 aus Teilen des Bienville Parish, des Bossier Parish und des Claiborne Parish gebildet wurde. Lewis wurde der erste Richter von Webster Parish. Durch seinen Tod bekleidete er dieses Amt jedoch nur für kurze Zeit. Er wurde auf dem Minden Cemetery beigesetzt.
Lewis war verheiratet.